# Le Bled (Cristian D & Brysa)
Le Bled is een lied van de Nederlands-Belgische rapper Cristian D en de Belgische artiest Brysa. Het werd in 2021 als single uitgebracht.

## Achtergrond
Le Bled is geschreven door Emanuel Doru en Sabry Brysa Verhoeven en geproduceerd door Brysa. Het is een nummer uit het genre nederhop. In het lied zingen over de liedvertellers over hun leven, waarin ze op vakantie zijn, geld uitgeven en geld verdienen. Het lied werd eind 2021 een kleine hit nadat het viraal was gegaan op sociale mediaplatform TikTok. Het is het eerste hitnummer waarop Cristian D en Brysa samen te horen zijn. De samenwerking werd in 2022 herhaald op het lied Amsterdam. In Vlaanderen heeft de single de gouden status.

## Hitnoteringen
De artiesten hadden verschillend succes met het lied in Nederland. Het piekte op de veertiende plaats van de Single Top 100 en stond 21 weken in deze hitlijst. De Top 40 werd niet bereikt; het lied bleef steken op de negende plaats van de Tipparade.